# Drahtseilbahn Interlaken–Heimwehfluh
| |                     |                                                      |                                 |
| Fahrplanfeld: | 2360 (früher: 1360) |                                                      |                                 |
| Streckenlänge: | 0,197 km            |                                                      |                                 |
| Spurweite: | 1000 mm (Meterspur) |                                                      |                                 |
| Maximale Neigung: | 590 ‰               |                                                      |                                 |
| |                     |                                                      |                                 |
| \| \| \| Interlaken West (See) Schiffländte Thunersee (BLSSF) \| \| \| \| \| Interlaken West (Thunerseebahn) \| \| \| \| \| Interlaken (Heimwehfluhbahn) \| 565 m ü. M. \| \| \| \| Koordinaten: 46° 40′ 35,7″ N, 7° 51′ 3″ O; CH1903: 631540 / 169566 Ausweichstelle \| \| \| \| \| Heimwehfluh \| 662 m ü. M. \| \| \| \| Heimwehfluhturm \| \| |                     |                                                      |                                 |
| |                     | Interlaken West (See) Schiffländte Thunersee (BLSSF) |                                 |
| Strecke quer · Bahnhof quer · Strecke quer |                     | Interlaken West (Thunerseebahn)                      | Interlaken West (Thunerseebahn) |
| Kopfbahnhof Streckenanfang |                     | Interlaken (Heimwehfluhbahn)                         | 565 m ü. M.                     |
| |                     | Ausweichstelle                                       |                                 |
| Kopfbahnhof Streckenende |                     | Heimwehfluh                                          | 662 m ü. M.                     |
| |                     | Heimwehfluhturm                                      |                                 |

Die Heimwehfluhbahn (auch Drahtseilbahn Interlaken–Heimwehfluh, DIH) ist eine Standseilbahn im Berner Oberland in der Schweiz und erschliesst die Heimwehfluh, einen Ausflugsberg bei Interlaken.

## Geschichte
Die Drahtseilbahn Interlaken–Heimwehfluh wurde am 21. Juli 1906 eröffnet und wurde schon damals elektrisch betrieben. Es handelt sich um eine eingleisige Anlage ohne Bremszahnstange, mit einer Ausweichstation in der Mitte in Form einer Abtschen Weiche und 2 Wagen. Eine Fahrt dauert etwa drei Minuten. Die Bahn wird als Nostalgieseilbahn betrieben, sowohl Motorraum als auch Rollmaterial befinden sich weitgehend im Originalzustand.
Bei der Bergstation befinden sich ein Restaurant, der Heimwehfluhturm, eine Modelleisenbahnanlage der Spur 0 sowie ein Rodelbahnrundkurs und eine Einschienen-Rodelbahn hinunter nach Interlaken.
Von Mai bis Juni 2012 wurde auf der Heimwehfluh das Freilichttheater Oh Schreck aufgeführt. Es wurde vom deutschen Schauspieler Michael Goessler geschrieben, die Schweizer Theaterschauspielerin Deborah Lanz inszenierte es und führte Regie.

## Technische Daten
- Unternehmen: DIH (Drahtseilbahn Interlaken–Heimwehfluh)
- Talstation: 565 m ü. M.
- Bergstation: 662 m ü. M.
- Länge: 197 m (Fahrlänge 186 m)
- Höhendifferenz: 102 m
- Steigung: 55 – 59 %
- Spurweite: 1 Meter